# Шаньдунский вопрос

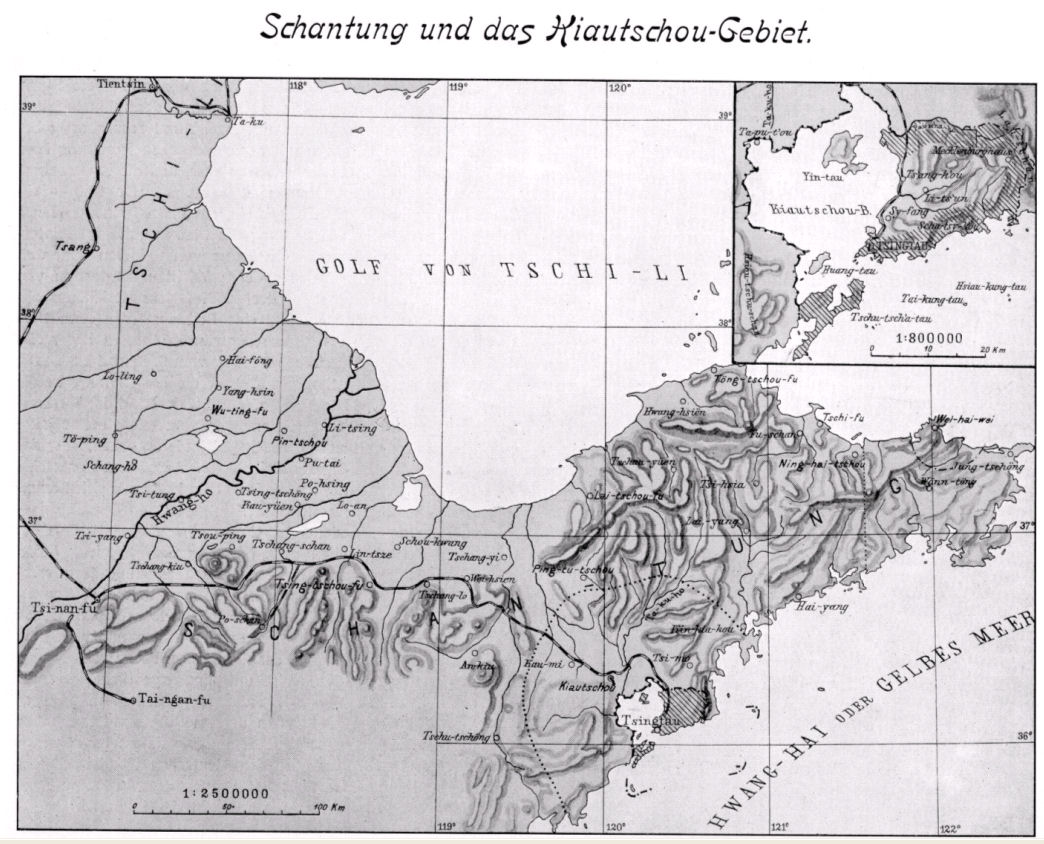
Цзяочжоуская концессия на полуострове Шаньдун

Шаньдунский вопрос (кит. трад. 山東問題, упр. 山东问题, пиньинь Shāndōng wèntí) — произошедший в 1919 году спор относительно статьи 156 Версальского договора.
В 1898 году Германская империя вынудила Цинскую империю уступить в аренду на 99 лет территорию на полуострове Шаньдун, где немцами была организована Цзяочжоуская концессия. Когда в 1911 году монархия в Китае была свергнута, одной из целей политики нового правительства стала ликвидация последствий неравноправных договоров и возвращение Китаю отторгнутых у него территорий.
После начала Первой мировой войны в августе 1914 года китайское правительство объявило о своём нейтралитете, и обратилось к воюющим державам с просьбой не переносить военные действия на территорию Китая, в том числе и на «арендованные» державами китайские земли. Однако китайское обращение было проигнорировано, и осенью 1914 года японские и британские войска захватили Цзяочжоускую концессию. После этого Япония предъявила Китаю «Двадцать одно требование», которые тот был вынужден принять.
Молодой китайской республике были нужны деньги на модернизацию армии, а империалистические державы непременным условием для предоставления займов северным милитаристам поставили объявление Китаем войны Германии. В связи с тем, что Великобритания и Франция заверили Японию относительно поддержки японских претензий на бывшие германские владения в Китае на послевоенной мирной конференции, Япония сняла свои возражения относительно вступления Китая в войну и обещала державам Антанты помочь убедить китайское правительство вступить в войну против Германии. В результате совместного нажима Великобритании, США, Франции и Японии Дуань Цижуй 14 марта 1917 года заявил о разрыве Китаем дипломатических отношений с Германией.
Окончание Первой мировой войны вызвало подъём патриотического движения в Китае. Китайский народ надеялся, что ввиду участия Китая в войне на стороне Антанты западные державы примут решение о непризнании территориальных захватов Японии в провинции Шаньдун, и отменят подписанное в 1915 году кабальное для Китая соглашение на основе «21 требования». Однако 30 апреля 1919 года стало известно, что Парижская мирная конференция отвергла все претензии китайской делегации, а районы, захваченные Японией в Китае и её привилегии сохранены. В ответ в Китае развернулась мощная всенародная борьба, вошедшая в историю как «Движение 4 мая». Правительство и местные власти, вначале пытавшиеся подавить выступления, были вынуждены прекратить репрессии. В июне 1919 года были уволены три министра, наиболее скомпрометировавшие себя связями с Японией. В июле Веллингтон Ку отказался подписывать в Париже мирный договор.
Китай объявил о прекращении состояния войны с Германией в сентябре 1919 года, и подписал сепаратный мирный договор в 1921 году. Посредничество в урегулировании «Шаньдунского вопроса» взяли на себя Соединённые Штаты Америки. В ходе Вашингтонской конференции Япония была вынуждена 4 февраля 1922 года подписать соглашение о возвращении Китаю земель в Шаньдуне и железной дороге Циндао-Цзинань; взамен японские граждане получили в Шаньдуне особые права.